# 제1회 대종상
제1회 대종상은 1962년에 열린 시상식이다.

## 수상 및 후보

### 최우수작품상
- 연산군 - 신필름 수상

### 감독상
- 사랑방 손님과 어머니 - 신상옥 수상

### 시나리오상
- 사랑방 손님과 어머니 - 임희재 수상

### 남우주연상
- 연산군 - 신영균 수상

### 여우주연상
- 상록수 - 최은희 수상

### 남우조연상
- 현해탄은 알고 있다 - 이예춘 수상

### 여우조연상
- 연산군 - 한은진 수상

### 촬영상
- 연산군 - 배성학 수상

### 편집상
- 언니는 말괄량이 - 한형모 수상

### 조명상
- 연산군 - 이계창 수상

### 음악상
- 연산군 - 정윤주 수상

### 미술상
- 연산군 - 정우택 수상

### 특별장려상
- 사랑방손님과 어머니 - 전영선 수상

### 문화영화작품상
- 김상봉 수상

### 녹음상
- 연산군 - 이경순 수상

### 공로상
- 상록수 - 신필름 수상

### 신인상
- 김기덕 수상